# وهن عضلي عيني
الوهن العضلي الوبيل العيني (بالإنجليزية: Ocular myasthenia)‏ هو مرض في الموصل العصبي العضلي مما يؤدي إلى فتور وضعف عضلي مختلف ومتنوع.
الوهن العضلي الوبيل هو مرض مناعي ذاتي حيث تنتج أجسام مضادة شاذة بالضد من مستقبلات أستيل كولين الطبيعية في العضلات الإرادية. قد يكون الوهن العضلي الوبيل محدودا في عضلات معينة مثل العين لذلك يسمى بالوهن العضلي العيني، مما يؤدي إلى ضعف وفتور في حركة العين وجفنها، أو يشمل الوهن العضلي الوبيل مجموعات أخرى من العضلات فيسمى بالوهن العضلي الوبيل العام.

## الانتشار
يحدث الوهن العضلي العيني في الذكور والإناث بشكل متساو، ويحدث بنسب أعلى في الأشخاص ذوي الأصول الكورية، وعادة ما يكون مرتبطا بمرض الدرقية وورم الغدة الزعترية (نسبة حدوث 20٪). من الأمراض المناعية الأخرى هي تصلب الجلد والذئبة الحمراء والتهاب الغدة الدرقية لهاشيموتو والتهاب المفاصل الروماتويدي ومرض العين الدرقي والتصلب المتعدد.